# Рио Сан Мартино (Венеција)
Рио Сан Мартино је насеље у Италији у округу Венеција, региону Венето.
Према процени из 2011. у насељу је живело 866 становника. Насеље се налази на надморској висини од 12 м.